# Metaphycus liaoi
Metaphycus liaoi is een vliesvleugelig insect uit de familie Encyrtidae. De wetenschappelijke naam is voor het eerst geldig gepubliceerd in 2008 door Zhang & Wu.